# Andrzej Jaworski (polityk)
Andrzej Jaworski (ur. 16 grudnia 1970 we Włocławku) – polski polityk i samorządowiec, poseł na Sejm VI, VII i VIII kadencji.

## Życiorys
W 1995 ukończył studia z etnologii na Uniwersytecie im. Adama Mickiewicza w Poznaniu, a w 1999 z zakresu politologii (studia doktoranckie) na Uniwersytecie Kardynała Stefana Wyszyńskiego w Warszawie. W 2006 ukończył w Berlinie kurs z zakresu marketingu i finansów, a w 2017 zarządzanie innowacjami i projektami w Wyższej Szkole Handlu i Usług w Poznaniu. W tym samym roku został absolwentem studiów podyplomowych Executive MBA.
Od 1987 do 1992 był instruktorem Polskiej Organizacji Harcerskiej. Od 1996 do 1997 kierował Bałtycką Fundacją Kultury. Od 1998 do 1999 był zastępcą redaktora naczelnego miesięcznika „Nasza Wspólnota”. Od 2003 pełnił funkcję prezesa komunalnego Przedsiębiorstwa Gospodarki Maszynami Budownictwa w Warszawie. Członek rady nadzorczej PKP Intercity i rady programowej TVP3. W maju 2006 został przewodniczącym rady nadzorczej Koncernu Energetycznego Energa, w tym samym roku objął również stanowisko prezesa Stoczni Gdańsk. Po odwołaniu w 2008 został doradcą ISD Polska ds. restrukturyzacji zakładu. Objął stanowisko prezesa Fundacji Stoczni Gdańsk. Zasiadał w radzie Polskiej Organizacji Turystycznej oraz radzie Pomorskiej Izby Przemysłowo-Handlowej.
W latach 1998–2002 był radnym Gdańska z listy AWS, działał w ZChN. W wyborach do PE w 2004, w wyborach parlamentarnych w 2005 i 2007 bez powodzenia kandydował z rekomendacji Prawa i Sprawiedliwości. W wyborach samorządowych w 2006, 2010 i 2014 ubiegał się o urząd prezydenta Gdańska. W 2006 uzyskał mandat radnego sejmiku pomorskiego. Zasiadał w Komisji Rewizyjnej jako jej przewodniczący oraz w Komisji Strategii Rozwoju i Polityki Przestrzennej. Był również przewodniczącym klubu radnych Prawa i Sprawiedliwości. 18 czerwca 2009 objął mandat posła VI kadencji z okręgu gdańskiego w miejsce Tadeusza Cymańskiego, który został wybrany na posła do Parlamentu Europejskiego. W 2010 został pełnomocnikiem okręgowym PiS. W wyborach do Sejmu 2011 skutecznie ubiegał się o ponowny wybór, otrzymując 22 770 głosów. Został m.in. członkiem Komisji Sprawiedliwości i Praw Człowieka oraz Komisji Spraw Wewnętrznych.
W 2015 został ponownie wybrany do Sejmu, otrzymując 25 875 głosów. W maju 2016 nominowany w skład zarządu Powszechnego Zakładu Ubezpieczeń, co skutkowało koniecznością zrzeczenia się mandatu poselskiego. W kwietniu 2017 wybrany w skład zarządu PKOl. W maju tego samego roku złożył rezygnację z członkostwa w zarządzie PZU. W listopadzie 2017 został członkiem zarządu Krajowej Spółki Cukrowej. W 2018 był prezesem Polskiego Związku Curlingu. W sierpniu tego samego roku złożył rezygnację z zasiadania w zarządzie Krajowej Spółki Cukrowej. W 2016 został przewodniczącym rady Instytutu „Pamięć i Tożsamość” im. świętego Jana Pawła II, działającego przy kościele Najświętszej Maryi Panny Gwiazdy Nowej Ewangelizacji i św. Jana Pawła II w Toruniu. Wieloletni członek sekretariatu SOS dla Radia Maryja i Telewizji Trwam. Organizował też akcję SOS dla Rodziny.
We wrześniu 2018 został zawieszony w prawach członka PiS. W lipcu 2020 objął funkcję prezesa zarządu przedsiębiorstwa VRG, posiadającego marki odzieżowe Vistula, Wólczanka, Bytom i Deni Cler oraz markę W. Kruk z branży jubilerskiej. Stanowisko to zajmował do września 2021. Od kwietnia 2022 do kwietnia 2024 wchodził w skład zarządu PZU Życie. Również w 2022 został również pełniącym obowiązki prezesa zarządu, a następnie prezesem zarządu PZU Zdrowie (kierował tą spółką do 2024). W 2022 powołany na pełnomocnika PiS w Gdyni. W wyborach w 2023 ponownie był kandydatem PiS do Sejmu, nie uzyskując mandatu (otrzymał 3944 głosy).

## Odznaczenia
W 2025 otrzymał Krzyż Kawalerski Orderu Odrodzenia Polski. W 2017 został odznaczony Złotym Krzyżem Zasługi.